# Cylindropuntia imbricata subsp. spinosior

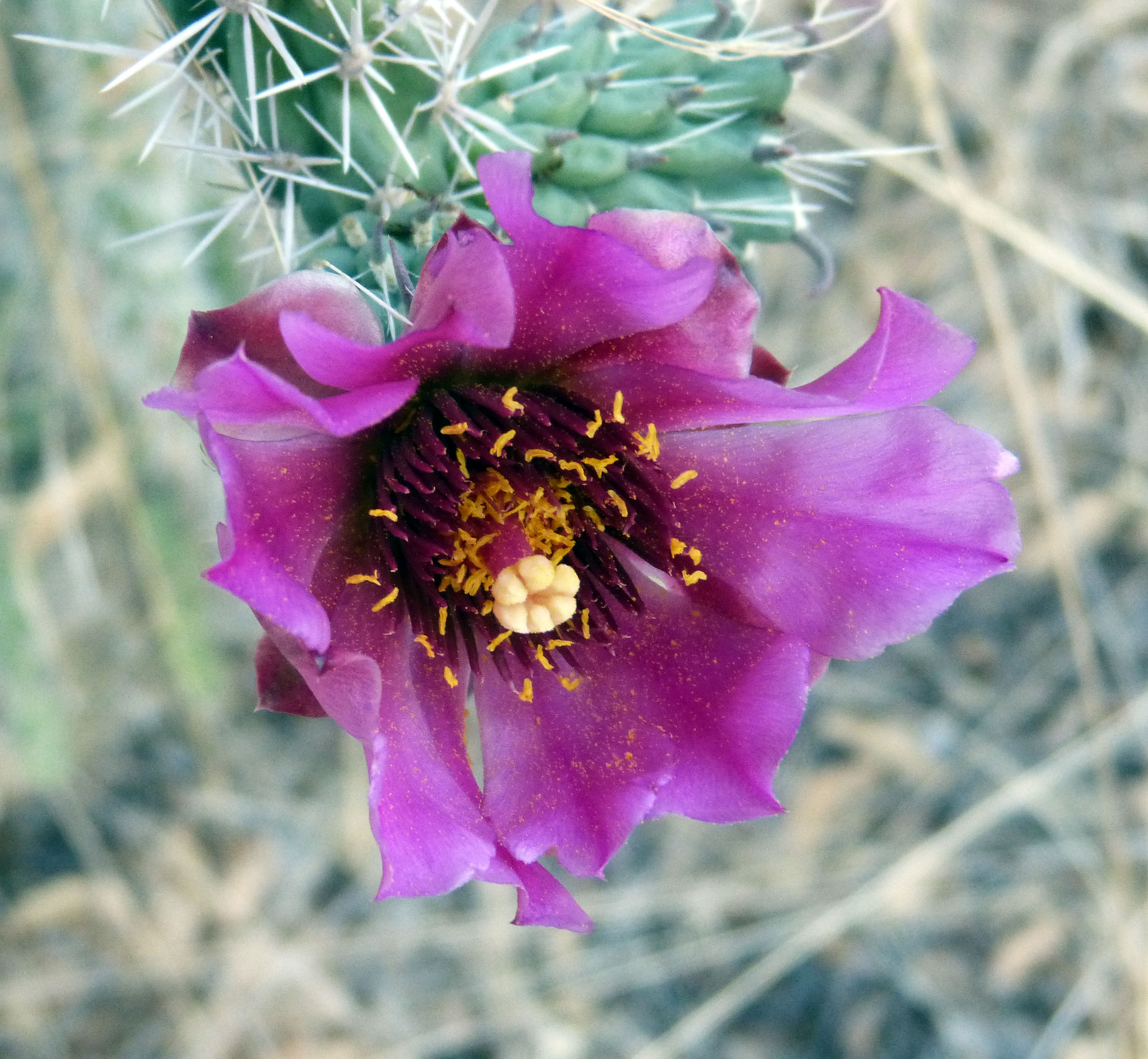
Blüte

Cylindropuntia imbricata subsp. spinosior ist eine Unterart der Pflanzenart Cylindropuntia imbricata aus der Gattung Cylindropuntia in der Familie der Kakteengewächse (Cactaceae). Das Epitheton spinosior stammt aus dem Lateinischen, bedeutet ‚dornig‘ und verweist auf die zahlreichen, einer Areole entspringenden Dornen der Art. Trivialnamen sind „Cane Cholla“ und „Spiny Cholla“.

## Beschreibung
Cylindropuntia imbricata subsp. spinosior wächst kompakt und baumförmig mit in Wirteln angeordneten Zweigen und erreicht Wuchshöhen von 0,4 bis 2 Meter. Auf den grünen bis etwas purpurfarbenen, 5 bis 23 Zentimeter langen und 1,3 bis 3,5 Zentimeter im Durchmesser messenden Triebabschnitten befinden sich vorstehende ovale Höcker. Die oft elliptischen, gelben bis lohfarben bewollten Areolen werden im Alter dunkler und tragen 1 bis 2 Millimeter lange unauffällige gelbe bis lohfarbene Glochiden, die im Alter vergrauen. Die vier bis 24 ineinandergreifenden Dornen sind an den meisten Areolen vorhanden. Sie sind lohfarben bis rosafarben bis rötlich braun. Die lose anliegenden Scheiden der Dornen sind weißlich.
Die Blüten sind rosafarben bis rötlich purpurfarben, bronzepurpurfarben, gelb oder weißlich. Die breit zylindrischen, gelben purpur überhauchten Früchte sind fleischig und stark gewarzt. Sie sind 2 bis 5 Zentimeter lang und weisen Durchmesser von 1,7 bis 3 Zentimeter auf. Die Früchte proliferieren nur selten.

## Verbreitung, Systematik und Gefährdung
Cylindropuntia imbricata subsp. spinosior ist in den Vereinigten Staaten in den Bundesstaaten Arizona und New Mexico sowie in den mexikanischen Bundesstaaten Sonora, Chihuahua und Durango in Halbwüsten und Grasland in Höhenlagen von 600 bis 2000 Metern verbreitet.
Die Erstbeschreibung als Opuntia whipplei var. spinosior von George Engelmann wurde 1856 veröffentlicht. Marc A. Baker, Michelle A. Cloud-Hughes und Lucas C. Majure stellten die Varietät 2019 als Unterart zur Art Cylindropuntia imbricata. Weitere nomenklatorische Synonyme sind Opuntia spinosior (Engelm.) Toumey (1898), Cylindropuntia spinosior (Engelm.) F.M.Knuth (1936) und Grusonia spinosior (Engelm.) G.D.Rowley (2006).
In der Roten Liste gefährdeter Arten der IUCN wird die Art als „Least Concern (LC)“, d. h. als nicht gefährdet geführt. Die Entwicklung der Populationen wird als stabil angesehen.

## Nachweise